# Alexander Edler
Ulf Niklas Alexander Edler, född 21 april 1986 i Östersund, är en svensk professionell ishockeyspelare som spelar som back för Los Angeles Kings i NHL. Spelade tidigare i Vancouver Canucks.
Alexander Edler deltog i TV-pucken för Jämtland säsongen 2000–01 och debuterade året efter på seniornivå för den nybildade klubben Jämtland Hockey som tog över Östersunds IK:s plats i division 1. Där blev det dock bara en säsong innan han började spela för Modos J20-lag, där han vann poängligan för backar. Efter en säsong i Modos J20-lag blev det juniorishockey i Kanada och Kelowna Rockets. 
Han innehar rekordet för flest poäng av en back i Vancouver Canucks, ett rekord som han övertog från Matthias Öhlund.

## NHL-karriär
Edler blev vald av Vancouver Canucks som 91:e spelare totalt i NHL-draften 2004 och gjorde debut i NHL 4 november 2006 mot Colorado Avalanche då Sami Salo blivit skadad i en match två dagar tidigare. Under sin första NHL-säsong pendlade han mellan Vancouver och AHL-laget Manitoba Moose. Totalt gjorde han 22 grundseriematcher och tre slutspelsmatcher för NHL-klubben.
Säsongen 2007–08 spelade Edler som ordinarie i Vancouver och blev dessutom uttagen till NHL:s All-Star match för rookies.
Edler är en av väldigt få svenskar som tagit en plats i ett NHL-lag utan att ha spelat en enda match i Elitserien/Svenska hockeyligan eller Allsvenskan.
Han förlängde sitt kontrakt med Vancouver den 10 oktober 2008 genom att signera ett fyraårskontrakt värt ca 87 miljoner kronor. Den 13 januari 2013 förlängde han sitt kontrakt ytterligare sex år, och i juni 2019 en gång till för två år fram till säsongen 2020-2021.

## Landslagskarriär
Edler debuterade i det svenska ishockeylandslaget efter säsongen 2007–08 och spelade under VM i ishockey 2008 i Kanada, där Sverige slutade på fjärde plats. Han var senare med i landslagstruppen under VM i ishockey 2013, men till följd av en bentackling på Kanadas lagkapten Eric Staal i kvartsfinalen beslutade Internationella ishockeyförbundet (IIHF) att stänga av Edler för turneringens resterande två matcher. Sverige tog VM-guld och Edler fick en medalj trots att han var avstängd i finalen mot Schweiz. Den 29 juli 2013 förlängde IIHF avstängningen till de två första matcherna i OS i Sotji 2014.

## Statistik

### Klubbkarriär
| 2001–02    | Jämtland HF       | Div 1 Norra | 8    | 0   | 1   | 1   | 2   | –  | – | –  | –  | –  |
| 2002–03    | Jämtland HF       | Div 1 Norra | 13   | 7   | 0   | 7   | 4   | –  | – | –  | –  | –  |
| 2003–04    | Jämtland HF       | Juniorer    | 6    | 0   | 3   | 3   | 6   | –  | – | –  | –  | –  |
| 2003–04    | Jämtland HF       | Div 1 Norra | 24   | 3   | 6   | 9   | 20  | –  | – | –  | –  | –  |
| 2004–05    | MoDo Hockey       | J20         | 33   | 8   | 15  | 23  | 40  | 5  | 1 | 0  | 1  | 6  |
| 2005–06    | Kelowna Rockets   | WHL         | 62   | 13  | 40  | 53  | 44  | 12 | 3 | 5  | 8  | 12 |
| 2006–07    | Manitoba Moose    | AHL         | 47   | 5   | 21  | 26  | 16  | –  | – | –  | –  | –  |
| 2006–07    | Vancouver Canucks | NHL         | 22   | 1   | 2   | 3   | 6   | 3  | 0 | 0  | 0  | 2  |
| 2007–08    | Vancouver Canucks | NHL         | 75   | 8   | 12  | 20  | 42  | –  | – | –  | –  | –  |
| 2008–09    | Vancouver Canucks | NHL         | 80   | 10  | 27  | 37  | 54  | 10 | 1 | 7  | 8  | 6  |
| 2009–10    | Vancouver Canucks | NHL         | 76   | 5   | 37  | 42  | 40  | 12 | 2 | 4  | 6  | 10 |
| 2010–11    | Vancouver Canucks | NHL         | 51   | 8   | 24  | 32  | 24  | 25 | 2 | 9  | 11 | 8  |
| 2011–12    | Vancouver Canucks | NHL         | 82   | 11  | 38  | 49  | 34  | 5  | 2 | 0  | 2  | 8  |
| 2012–13    | Vancouver Canucks | NHL         | 45   | 8   | 14  | 22  | 37  | 4  | 1 | 0  | 1  | 2  |
| 2013–14    | Vancouver Canucks | NHL         | 63   | 7   | 15  | 22  | 50  | –  | – | –  | –  | –  |
| 2014–15    | Vancouver Canucks | NHL         | 74   | 8   | 23  | 31  | 54  | 6  | 0 | 3  | 3  | 4  |
| 2015–16    | Vancouver Canucks | NHL         | 52   | 6   | 14  | 20  | 46  | –  | – | –  | –  | –  |
| 2016–17    | Vancouver Canucks | NHL         | 68   | 6   | 15  | 21  | 36  | —  | — | —  | —  | —  |
| 2017–18    | Vancouver Canucks | NHL         | 70   | 6   | 28  | 34  | 68  | —  | — | —  | —  | —  |
| 2018–19    | Vancouver Canucks | NHL         | 56   | 10  | 24  | 34  | 54  | —  | — | —  | —  | —  |
| 2019–20    | Vancouver Canucks | NHL         | 59   | 5   | 28  | 33  | 62  | 17 | 0 | 7  | 7  | 20 |
| 2020–21    | Vancouver Canucks | NHL         | 52   | 0   | 8   | 8   | 58  | —  | — | —  | —  | —  |
| 2021–22    | Los Angeles Kings | NHL         | 41   | 3   | 16  | 19  | 34  | 7  | 0 | 2  | 2  | 14 |
| 2022–23    | Los Angeles Kings | NHL         | 64   | 2   | 9   | 11  | 34  | 4  | 0 | 0  | 0  | 4  |
| NHL totalt | NHL totalt        | NHL totalt  | 1030 | 104 | 335 | 439 | 733 | 93 | 8 | 32 | 40 | 78 |

### Internationellt
| År            | Lag           | Turnering     |    | Matcher | Mål | Assist | Poäng | Utv |
| ------------- | ------------- | ------------- | -- | ------- | --- | ------ | ----- | --- |
| 2006          | Sverige       | JVM           | 6  | 0       | 1   | 1      | 6     |     |
| 2008          | Sverige       | VM            | 8  | 1       | 2   | 3      | 12    |     |
| 2013          | Sverige       | VM            | 2  | 0       | 1   | 1      | 25    |     |
| 2014          | Sverige       | OS            | 4  | 1       | 1   | 2      | 0     |     |
| Senior totalt | Senior totalt | Senior totalt | 14 | 2       | 4   | 6      | 37    |     |